# رؤوف كوكة
رؤوف كوكة هو مخرج ومنتج تلفزيوني تونسي اشتهر بتقديم وإخراج وإنتاج برامج الكاميرا الخفية وإخراج وإنتاج الفوازير في رمضان وتقديم وإخراج وإنتاج برنامج تلزيون الواقع واكتشاف المواهب «طريق النجوم» في التلفزيون الحكومي التونسي وساهم بالتالي في شهرة الفنانات الاستعراضيات عايدة بويكر وريم الرياحي وهاجر الستيتي.

## النشأة والمسيرة
رؤوف كوكة هو أول من أدخل برامج الكاميرا الخفية لتونس في التسعينات وقد استعان بعدة ممثلين كوميديين في حلقات برامجه ومن أبرزهم محمد العوني وفوزي كشرود. وهو الذي أدخل أيضا برامج الفوازير للتلفزيون الحكومي التونسي عبر إنتاجه وإخراجه لبرامج «السندريلا» و«فوانيس» و«من بعد طول العشرة» التي مثلت فيها الممثلات الاستعراضيات عايدة بوبكر وريم الرياحي وهاجر الستيتي.

## أعماله
- 2017: الكاميرا الخفية، قناة تلفزيونية ليبية خاصة
- 2014 - 2016: الكاميرا الخفية، الوطنية 1
- 1994 - 2003: الكاميرا الخفية، قناة 7 ثم تونس 7
- 1996: من بعد طول العشرة (فوازير)، قناة 7
- 1994 - 1995: فوازير فوانيس، قناة 7
- 2000 - 2001: طريق النجوم، تونس 7